# Randall Batinkoff
Randall Batinkoff est un acteur américain né le 16 octobre 1968 à Monticello, New York (États-Unis).

## Filmographie
- 1985 : Streetwalkin' (it) de Joan Freeman (en) : Tim
- 1986 : Better Days (série TV) : Terence Dean
- 1987 : The Stepford Children (en) (TV) : David Harding
- 1988 : Et si on le gardait? (For Keeps?) de John G. Avildsen : Stan Bobrucz
- 1992 : The Player de Robert Altman : Reg Goldman
- 1992 : Buffy, tueuse de vampires (Buffy the Vampire Slayer) de Fran Rubel Kuzui : Jeffrey Kramer
- 1992 : La Différence (School Ties) de Robert Mandel : Rip Van Kelt
- 1994 : Christy (TV) : Rev. David Grantland
- 1995 : Fièvre à Columbus University (Higher Learning) de John Singleton : Chad Shadowhill
- 1996 : Mariage ou Célibat (Walking and Talking) de Nicole Holofcener : Peter
- 1996 : Relativity (série TV) : Everett
- 1997 : Le Pacificateur (The Peacemaker) de Mimi Leder : Ken
- 1997 : Reportage en direct (en) (Mad City) de Costa-Gavras : CTN Junior Executive #2
- 1997 : Pour le pire et pour le meilleur (As Good as It Gets) de James L. Brooks : Carol's Date
- 1998 : Un amour en or (Heartwood) de Lanny Cotler : Johnny Purfitt
- 1998 : Cursus fatal (Dead Man's Curve) de Dan Rosen : Rand
- 1998 : Sugar: The Fall of the West de James Frey
- 1999 : Rockin' Good Times de Daniela Lunkewitz : Jimmy Rapture
- 1999 : Just Sue Me de John Shepphird : Gardner
- 1999 : The Last Marshal de Mike Kirton : Jamie
- 1999 : Let the Devil Wear Black de Stacy Title : Bradbury
- 1999 : Hugh Hefner et l'empire playboy (en) (Hefner: Unauthorized) (TV) : Hugh Hefner
- 2000 : Along for the Ride de Bryan W. Simon : Terry Cowens
- 2001 : Free de Drew Fleming : Lawrence
- 2002 : The Month of August de Rex Piano : Sam
- 2003 : Alertes à la bombe (Detonator) (TV) : Beau Stoddard
- 2003 : I Love Your Work d'Adam Goldberg : Frat Brat Date Rapist
- 2003 : April's Shower de Trish Doolan : Paulie
- 2004 : True Love de Michael J. Saul : Jim
- 2004 : Blue Demon (vidéo) : Nathan Collins
- 2005 : Venice Underground (sv) d'Eric DelaBarre : Sgt. Frank Mills
- 2005 : Walking on the Sky de Carl T. Evans : Nick
- 2005 : Le Cœur en sommeil (Touched) (TV) : Scott Davis
- 2006 : Dark Memories (Ring Around the Rosie) (TV) : Jeff
- 2006 : Love Hollywood Style de Michael Stein : Max Sherman
- 2006 : Les Oubliées de Juarez (Bordertown) de Gregory Nava : Frank Kozerski
- 2006 : Broken d'Alan White : Cliff
- 2007 : True Love d'Henry Barrial : Jim
- 2008 : Skip Tracer (TV) : Scott Colbert
- 2008 : Derrière les apparences (Black Widow) (TV) : Danny
- 2008 : The Last Lullaby (en) de Jeffrey Goodman : Rick
- 2010 : Kick-Ass de Matthew Vaughn : Tre Fernandez
- 2017 : The Month of August de Rex Piano : Sam
- 2017 : Legends of Tomorrow : George Washington